# هامیلتون اچ-۴۷
هامیلتون اچ-۴۷ (به انگلیسی: Hamilton_H-47) یک هواگرد ملخ‌پیشین تک‌موتوره از نوع Civil passenger and mail carrier ساخت شرکت Hamilton Metalplane Company است. هواگرد هامیلتون اچ-۴۷ نخستین پروازش را در ۱۹۲۸ میلادی انجام داد. در مجموع، تعداد ۴۶ فروند از این هواگرد ساخته شده‌است.
طراح این هواگرد، جیمز اسمیت مک‌دانل بود.